# 格倫羅斯 (阿肯色州)
格倫羅斯（英語：Glen Rose）是位於美國阿肯色州溫泉縣的一個非建制地區。該地的面積和人口皆未知。

## 地理
格倫羅斯的座標為34°27′20″N 92°43′47″W / 34.45556°N 92.72972°W，而該地的平均海拔高度為100米（即328英尺）。